# 埃爾夫河
49°42′41.78″N 9°15′40.7″E / 49.7116056°N 9.261306°E

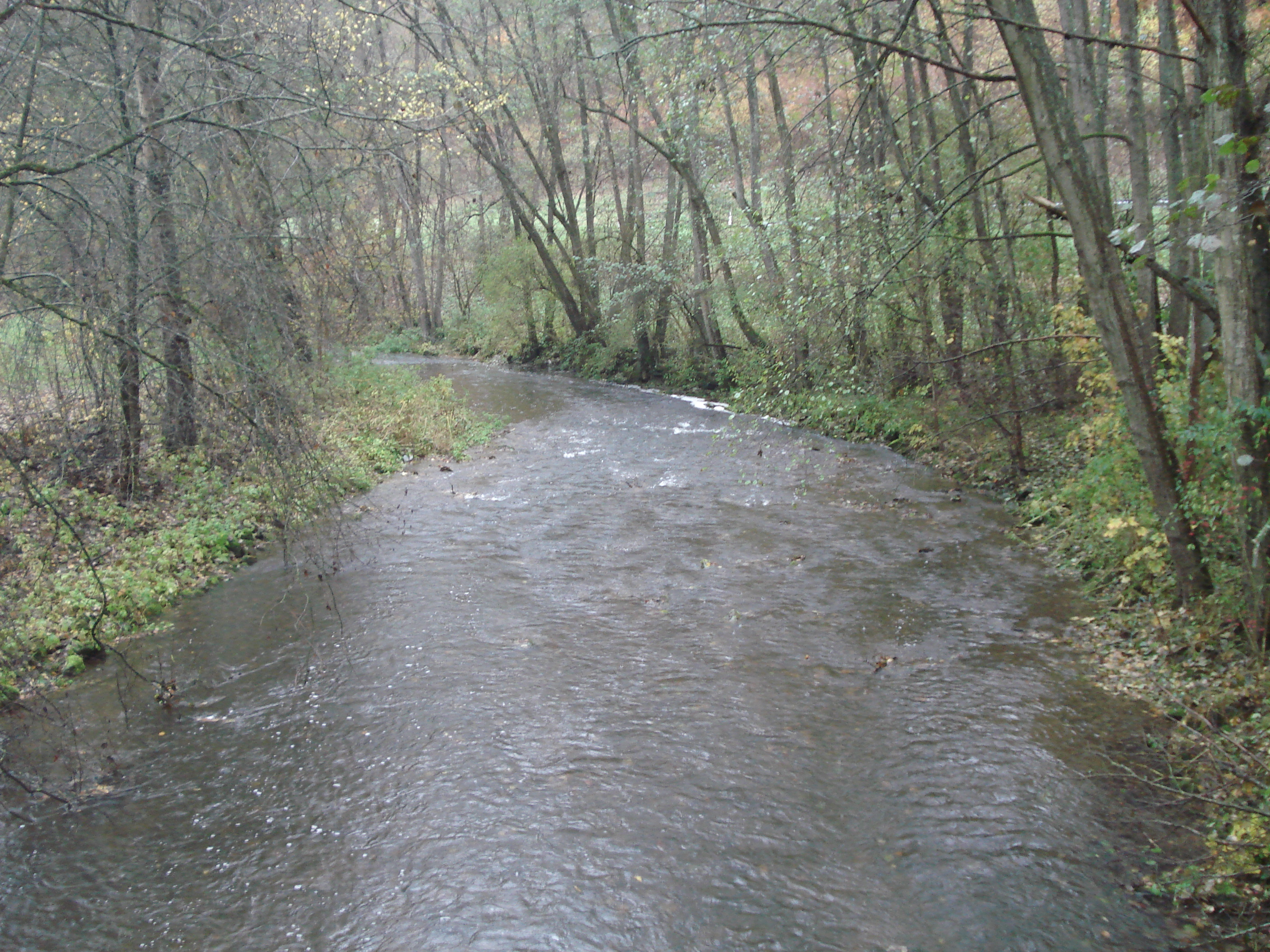

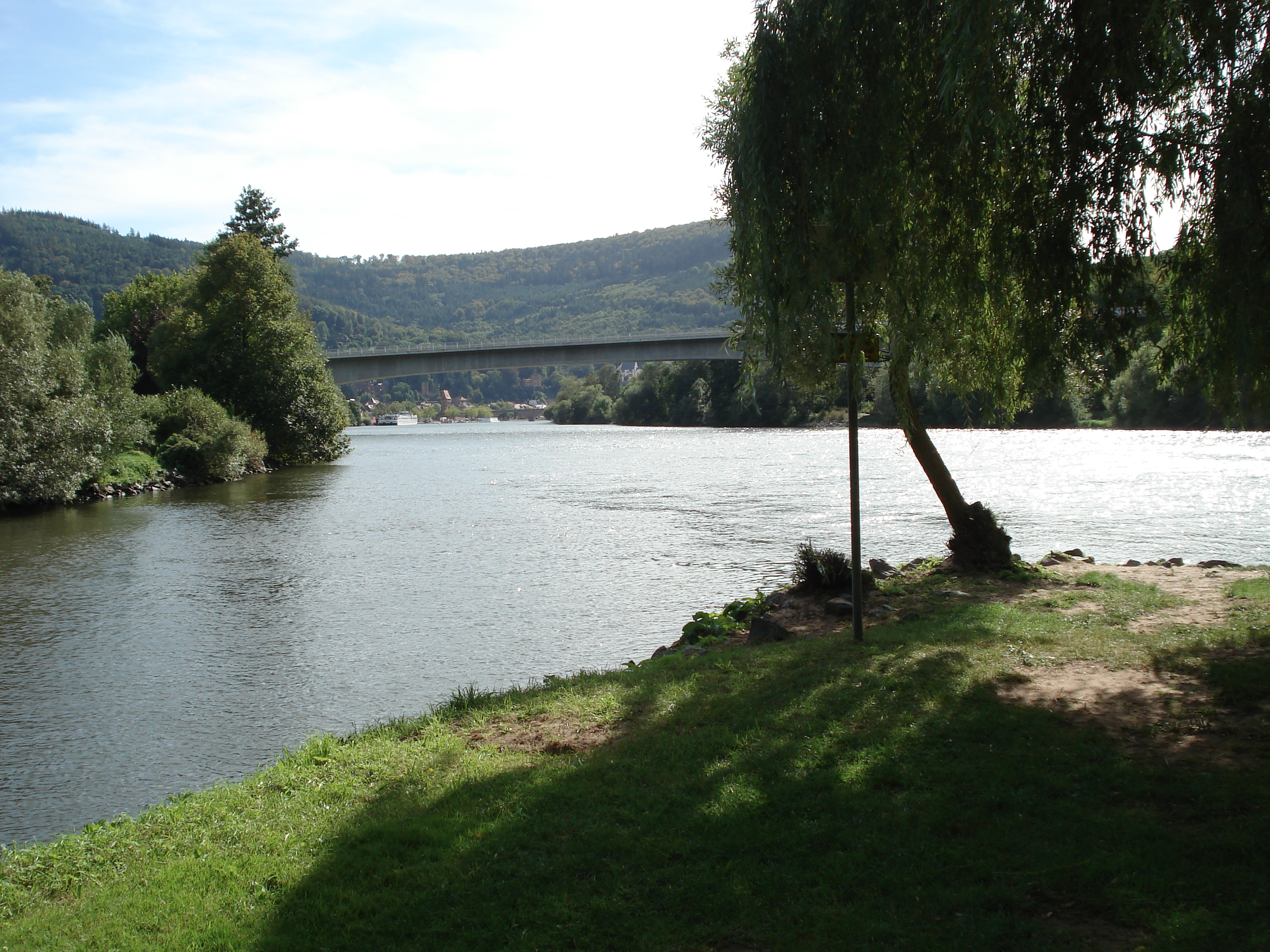

埃爾夫河是德國的河流，位於該國東南部，由巴伐利亞負責管轄，屬於美因河的左支流，河道全長40.4公里，流域面積246.9平方公里，河口處在比格施塔特。